# Gelijkenis van de arbeiders in de wijngaard

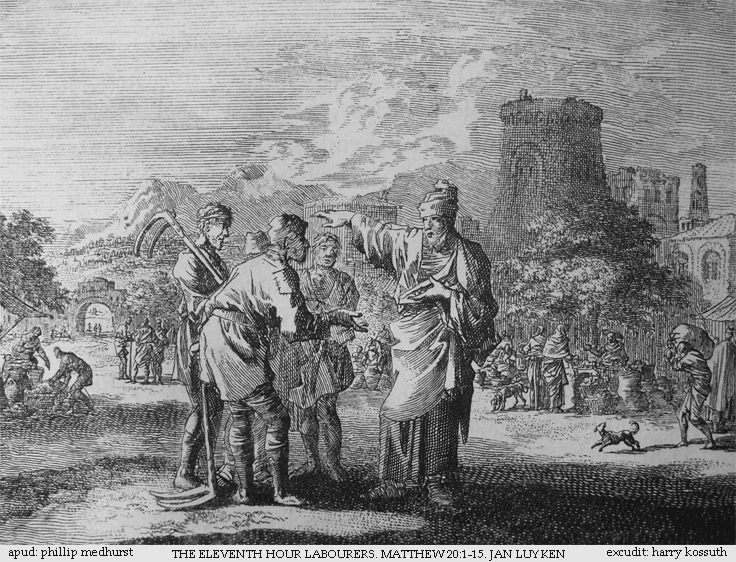
Ets van Jan Luyken

De gelijkenis van de arbeiders in de wijngaard of de werkers van het elfde uur staat in Matteüs 20:1-16 in het Nieuwe Testament. Het is onderdeel van een antwoord van Jezus Christus op de vraag van zijn apostel Petrus welke beloning de volgelingen van Jezus die alles hebben achtergelaten kunnen verwachten (Matteüs 19:27).

## Verhaal
Een  eigenaar van een wijngaard ging op de markt op zoek naar seizoenarbeiders, maar vond er niet voldoende. Om de zoveel tijd keerde hij terug naar de markt, op zoek naar nieuwe werkkrachten, zelfs op het einde van de dag. 's Avonds bij de uitbetaling van het loon gaf hij iedereen een denarie. Degenen die de hele dag hadden gewerkt, klaagden dat zij niet méér kregen dan zij die maar een uur hadden gewerkt. De eigenaar reageerde hierop: 'Jullie zijn toch akkoord gegaan met een beloning van een denarie? Neem je beloning en ga. Ik mag toch met mijn geld doen wat ik wil? Ben je jaloers omdat ik goed ben?'
Na de gelijkenis volgt de zin: "Zo zullen de laatsten de eersten zijn en de eersten de laatsten".

## Interpretatie
De interpretatie van Maarten Luther was niet altijd gelijk. In eerste instantie werd de werkdag in de wijngaard door hem opgevat als de periode vanaf het moment waarop de christelijke Kerk ontstond. Later interpreteerde hij deze werkdag als de periode vanaf Adam. Parallel aan welke interpretatie hij hanteerde, betekende de 'wijngaard' ofwel de Kerk ofwel de mensheid. Weer later interpreteerde hij de wijngaard als de Kerk en de 'eersten' als de belangrijksten of degenen die de grootste offers hadden gebracht.
De gelijkenis werd door Matthew Henry (1706) zo geïnterpreteerd dat degenen die zich laat tot het christendom bekeren dezelfde beloning krijgen als degenen die zich vroeg bekeerden, en dat degenen die zich al vroeg bekeerden hierover niet jaloers moeten zijn. In meer specifieke zin werden de vroege werkers opgevat als een aanduiding voor de Joden die zich als eersten bekeerden tot het christendom en de late werkers als de 'heidenen' (niet-Joden).

## Paus Benedictus XVI
Bij zijn aantreden zei Paus Benedictus XVI: "... de heren kardinalen hebben mij, een nederig en eenvoudig arbeider in de wijngaard van de Heer, gekozen..."

## Uitdrukking
In oudere Bijbelvertalingen in het Nederlands stond dat de eigenaar van de wijngaard "te elfder ure" nogmaals op zoek ging naar arbeiders. Dit betekent "tegen het elfde uur" van de werkdag, dus de werkdag was al bijna voorbij. Vandaar dat de uitdrukking 'bijna te laat' of 'nog net op tijd' betekent.